# Phyllodesmium poindimiei
Phyllodesmium poindimiei is een slakkensoort uit de familie van de Facelinidae. De wetenschappelijke naam van de soort is voor het eerst geldig gepubliceerd in 1928 door Risbec.